# Произвольный танец

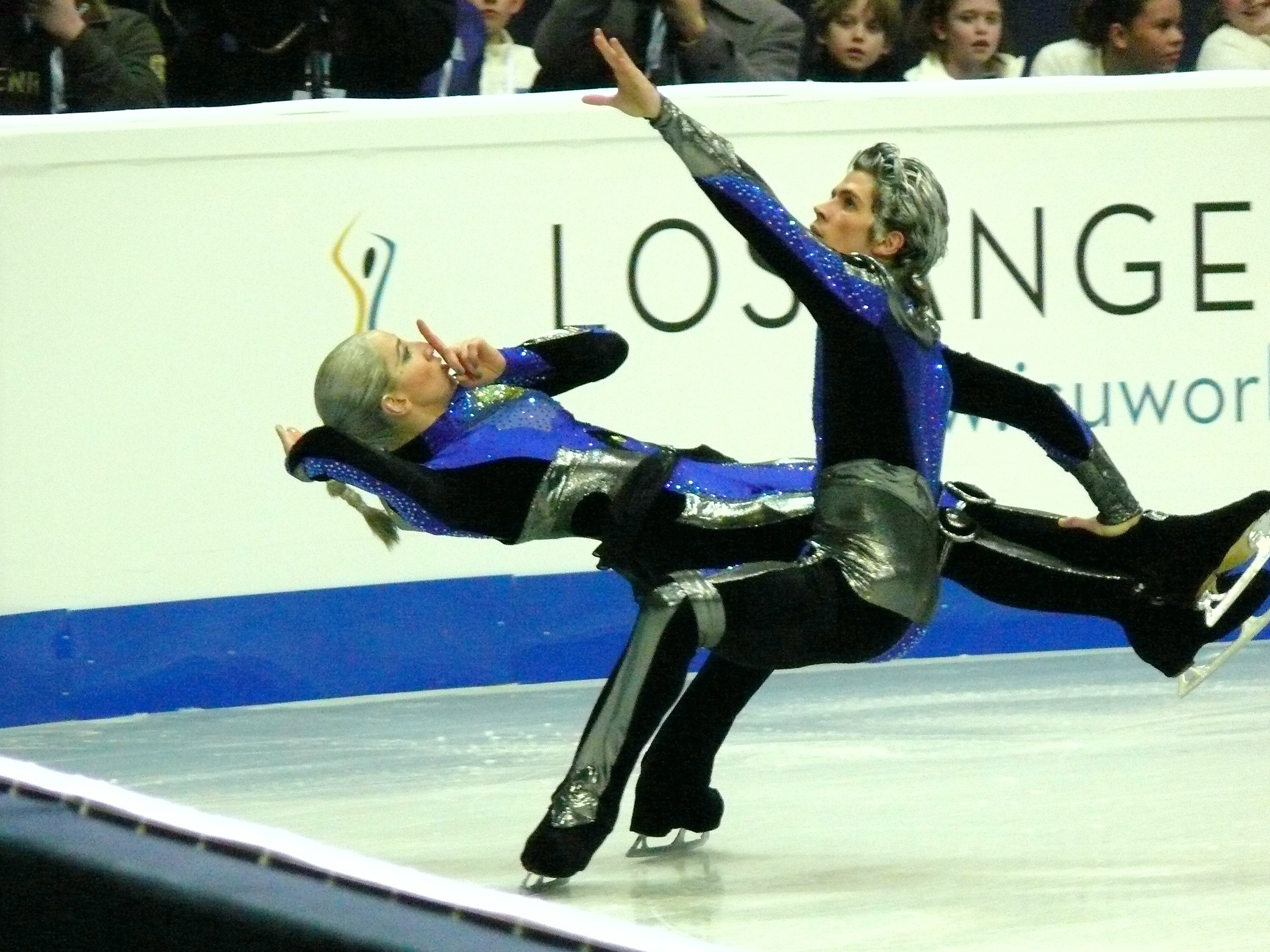
Шинед Керр и Джон Керр — произвольный танец на чемпионате мира 2008 года

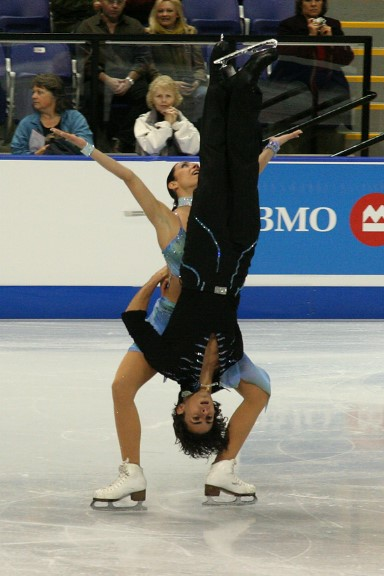
Федерика Фаелла и Массимо Скали исполняют произвольный танец на этапе Гран-При Skate Canada 2006 года

Произвольный танец — одна из программ соревнований в спортивных танцах на льду. Это — обычно вторая часть соревнования, которая исполняется после короткого танца. В произвольном танце команды свободны в выборе ритма, темы программы, и поэтому музыки. 
 Продолжительность произвольного танца: 
 * для взрослых 4 минуты (+/- 10 секунд) 
 * для юниоров 3 минуты 30 секунд (+/- 10 секунд)

## Обязательные элементы произвольного танца
- Поддержки

Взрослые: четыре различные поддержки, включая две длинные поддержки длительностью до 12 секунд; 

Юниоры: три различные поддержки, включая одну длинную поддержку длительностью до 12 секунд;
- Дорожки шагов

Две дорожки шагов: одна из группы А, другая из группы В. 

Группа А — дорожки шагов по прямой: 

a) в танцевальной позиции вдоль центральной оси катка (от борта до борта) 

b) в танцевальной позиции по диагонали (из одного угла в противоположный) 

c) параллельная дорожка по прямой, без параллельных твиззлов 

Группа В — дорожки шагов по дуге: 

d) в танцевальной позиции до кругу с диаметром, равному ширине катка 

e) в танцевальной позиции по серпантину (состоящем из двух или трех явно выраженных дуг) с использованием всей ширины катка 

- Танцевальные вращения

Одно танцевальное вращение (простое или комбинированное) 

- Твиззлы

Одна серия параллельных твиззлов